# Lotunek
Lotunek (prawo) – termin pochodzący z języka staropolskiego dotyczący działu prawa opiekuńczego obowiązującego na ziemiach polskich. Był to sposób wyznaczania opiekuna dla nieletniego polegający na licytacji.

## Opis
Opieka pełniła istotną rolę w dawnym prawie polskim. W średniowiecznym prawie ziemskim opieka nad nieletnim, w wypadku niewyznaczenia opiekuna przez zmarłego ojca, przysługiwała wdowie lub dalszym krewnym. Objęcie opieki w drodze lotunku następowało w momencie, gdy wśród krewnych pojawiała się konkurencja o objęcie pieczy. W takich okolicznościach odbywała się licytacja, nazywana lotunkiem, a opiekę nad nieletnim otrzymywał krewny ofiarujący najwyższe uposażenie dla nieletniego. Strony "kładły taksę", czyli "lotowały". Decyzja o przyznaniu opieki należała do sądu ziemskiego.
Lotunek wykształcił się w prawie zwyczajowym i funkcjonował jeszcze w XV i XVI wieku (głównie w Małopolsce). Jeśli osoba, która uzyskała opiekę w drodze lotowania nie wypełniała ustanowionych warunków (np. nie odprowadzała corocznego czynszu) opiekę otrzymywała osoba, która przegrała licytację.

## Pochodzenie terminu
Językoznawcy wywodzą nazwę "lotunek" oraz powiązane z nią terminy "lotowanie" i "lot" jako określenia związane z licytacją przy ustanawianiu opiekuna, od średniowiecznego łacińskiego słowa "lotus" (lothus). Zapiski sądowe potwierdzają znaczenie tego słowa jako czynsz, opłata, odsetek. Lotem była roczna opłata (składana w depozyt), za użytkowanie mienia nieletniego przez krewnego, który wygrał licytację.

## Inne znaczenia
lichwa - synonimem lotunku jest lichwa.
lot, latanie - lotunek w języku staropolskim oznaczał również lot - przemieszczanie się w powietrzu.